# Estructura de eventos
En Informática, una estructura de eventos representa un Conjunto de eventos, de los cuales unos pueden ser ejecutados solamente después de otros (existe una dependencia entre ellos), otros pueden ser ejecutados
al mismo tiempo que otros y otros no pueden ejecutarse al mismo tiempo que otros (porque existe un conflicto entre eventos).

## Definición formal
Una estructura de eventos {\displaystyle (E,\leq ,\#)} consiste en
- un conjunto {\displaystyle E} de eventos
- una Relación matemática de orden parcial sobre {\displaystyle E} llamada dependencia causal,
- una Relación simétrica e irreflexiva {\displaystyle \#} llamada incompatibilidad (o conflicto)

de tal forma que hay
- causas finitas: para cada evento {\displaystyle e\in E}, el conjunto {\displaystyle [e]=\{f\in E|f\leq e\}} de predecesores de {\displaystyle e} in {\displaystyle E} es finito
- conflictos hereditarios: para cada evento {\displaystyle d,e,f\in E}, si {\displaystyle d\leq e} y {\displaystyle d\#f} entonces {\displaystyle e\#f}.

## Extensiones
Una extensión muy utilizada es la estructura de eventos temporizados

## Aplicaciones
Mauricio Toro Bermúdez ha utilizado las estructuras de eventos temporizados para dar una Semántica formal a las Partituras musicales interactivas estructuradas